# Simorhina
Simorhina is een geslacht van halfvleugeligen uit de familie schuimcicaden (Cercopidae). De wetenschappelijke naam van dit geslacht is voor het eerst geldig gepubliceerd in 1908 door Jacobi.

## Soorten
Het geslacht Simorhina  is monotypisch en omvat slechts de volgende soort:
- Simorhina sciodes Jacobi, 1908